# Campylocheta crassiseta
Campylocheta crassiseta är en tvåvingeart som beskrevs av Louis-Paul Mesnil 1974. Campylocheta crassiseta ingår i släktet Campylocheta och familjen parasitflugor.
Artens utbredningsområde är Spanien. Inga underarter finns listade i Catalogue of Life.